# Avalon (Florida)
Avalon ist  ein census-designated place (CDP) im Santa Rosa County im US-Bundesstaat Florida mit 722 Einwohnern (Stand: 2020). 

## Geographie
Avalon liegt rund 10 km südwestlich von Milton sowie etwa 20 km nordöstlich von Pensacola. Der CDP wird von der Florida State Road 281 durchquert.

## Demographische Daten
Laut der Volkszählung 2010 verteilten sich die damaligen 679 Einwohner auf 333 Haushalte. 89,8 % der Bevölkerung bezeichneten sich als Weiße, 4,4 % als Afroamerikaner, 1,8 % als Indianer und 0,7 % als Asian Americans. 0,2 % gaben die Angehörigkeit zu einer anderen Ethnie und 2,9 % zu mehreren Ethnien an. 2,4 % der Bevölkerung bestand aus Hispanics oder Latinos.
Im Jahr 2010 lebten in 23,6 % aller Haushalte Kinder unter 18 Jahren sowie 31,3 % aller Haushalte Personen mit mindestens 65 Jahren. 73,2 % der Haushalte waren Familienhaushalte (bestehend aus verheirateten Paaren mit oder ohne Nachkommen bzw. einem Elternteil mit Nachkomme). Die durchschnittliche Größe eines Haushalts lag bei 2,39 Personen und die durchschnittliche Familiengröße bei 2,63 Personen.
18,4 % der Bevölkerung waren jünger als 20 Jahre, 21,2 % waren 20 bis 39 Jahre alt, 34,3 % waren 40 bis 59 Jahre alt und 26,1 % waren mindestens 60 Jahre alt. Das mittlere Alter betrug 48 Jahre. 50,5 % der Bevölkerung waren männlich und 49,5 % weiblich.
Das durchschnittliche Jahreseinkommen lag bei 88.074 $, dabei lebte niemand unter der Armutsgrenze.